# 鼓浪屿之波
《鼓浪屿之波》，是一首藉由厦门鼓浪屿描述海峡两岸情思的歌曲，由张藜、红曙作词，锺立民作曲。1981年，福建省音乐家协会邀请钟立民（及其他中国名词曲作家）到福建省参加采风活动，他登上日光岩、听到鼓浪屿的涛声，找到灵感创作而成。歌曲先后由李光羲、郑绪岚、殷秀梅、张暴默等众多歌手演唱，並在首届海峡之声音乐会等涉及两岸交流的场合演绎。

## 歌曲使用
《鼓浪屿之波》被视为厦门的象征，厦门市内的多个公共场所均将其用作背景音乐，厦门海关大楼的报时音乐选用了歌曲前两节，廈門航空在旅客登机时的机上广播亦选用为背景音乐。
中国民主建国会厦门市委员会曾于2007年建议将其定为厦门市市歌，但因歌词内容不符合市歌题旨而未能成事，2008年更出现华侨大学文学院教授毛翰重新填词的版本。

## 纪念物

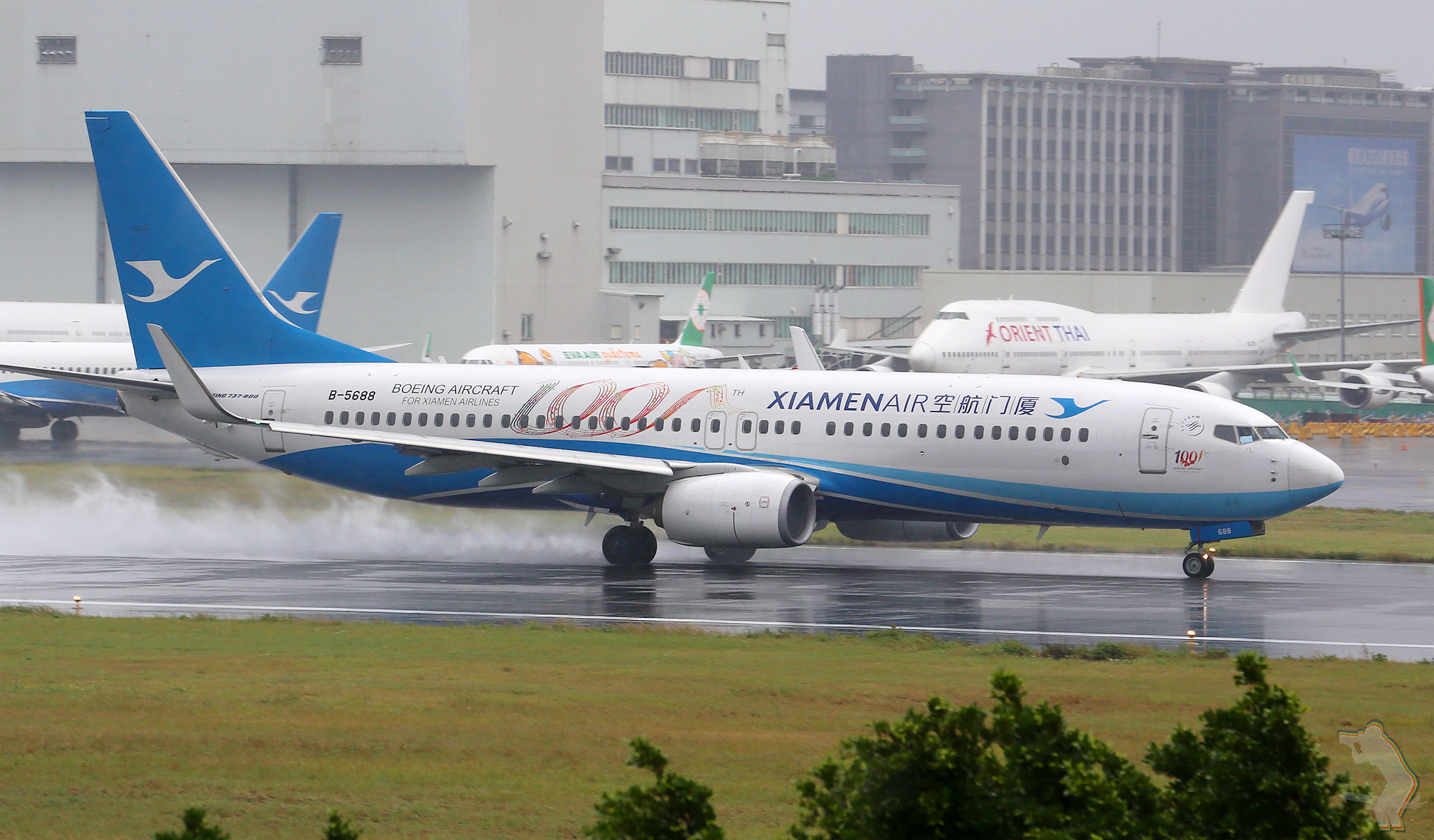
廈門航空在编号B-5688的波音737-800机身上绘有《鼓浪屿之波》五线谱组成的变体“100”字样，表明该机为厦航第100架飞机

厦门环岛路隔离带建有《鼓浪屿之波》五线谱雕塑，该雕塑由两张花岗岩曲谱雕塑和长达250米的五线谱雕塑组成，1999年建成。